# Julija Łewczenko
Julija Andrijiwna Łewczenko (ukr. Юлія Андріївна Левченко; ur. 28 listopada 1997 w Bachmucie) – ukraińska lekkoatletka specjalizująca się w skoku wzwyż.
Trzynasta zawodniczka mistrzostw świata juniorów młodszych (2013). W 2014 stanęła na najwyższym stopniu podium igrzysk olimpijskich młodzieży w Nankin. Bez awansu do finału startowała w 2015 na mistrzostwach świata w Pekinie.
W 2017 roku zdobyła brązowy medal na halowych mistrzostwach Europy w Belgradzie oraz sięgnęła po złoto młodzieżowego czempionatu Europy.
Reprezentantka kraju w meczach międzypaństwowych. Medalistka mistrzostw Ukrainy.
Rekordy życiowe: stadion – 2,02 (10 września 2019, Mińsk); hala – 2,00 (12 lutego 2019, Eaubonne).

## Osiągnięcia
| Rok  | Impreza                                               | Miejsce        | Lokata            | Wynik |
| ---- | ----------------------------------------------------- | -------------- | ----------------- | ----- |
| 2013 | Mistrzostwa świata juniorów młodszych                 | Donieck        | 13. miejsce       | 1,70  |
| 2014 | Kwalifikacje Europy do igrzysk olimpijskich młodzieży | Baku           | 3. miejsce        | 1,82  |
| 2014 | Igrzyska olimpijskie młodzieży                        | Nankin         | 1. miejsce        | 1,89  |
| 2015 | Mistrzostwa Europy juniorów                           | Eskilstuna     | 6. miejsce        | 1,83  |
| 2015 | Mistrzostwa świata                                    | Pekin          | el. – 24. miejsce | 1,85  |
| 2016 | Mistrzostwa świata juniorów                           | Bydgoszcz      | 3. miejsce        | 1,86  |
| 2016 | Igrzyska olimpijskie                                  | Rio de Janeiro | el. – 19. miejsce | 1,92  |
| 2017 | Halowe mistrzostwa Europy                             | Belgrad        | 3. miejsce        | 1,94  |
| 2017 | Młodzieżowe mistrzostwa Europy                        | Bydgoszcz      | 1. miejsce        | 1,96  |
| 2017 | Mistrzostwa świata                                    | Londyn         | 2. miejsce        | 2,01  |
| 2018 | Halowe mistrzostwa świata                             | Birmingham     | 5. miejsce        | 1,89  |
| 2018 | Mistrzostwa Europy                                    | Berlin         | 9. miejsce        | 1,91  |
| 2019 | Halowe mistrzostwa Europy                             | Glasgow        | 2. miejsce        | 1,99  |
| 2019 | Młodzieżowe mistrzostwa Europy                        | Gävle          | 1. miejsce        | 1,97  |
| 2019 | Superliga drużynowych mistrzostw Europy               | Bydgoszcz      | 1. miejsce        | 1,97  |
| 2019 | Mistrzostwa świata                                    | Doha           | 4. miejsce        | 2,00  |
| 2019 | Światowe wojskowe igrzyska sportowe                   | Wuhan          | 2. miejsce        | 1,92  |
| 2021 | Halowe mistrzostwa Europy                             | Toruń          | 4. miejsce        | 1,94  |
| 2021 | Igrzyska olimpijskie                                  | Tokio          | 8. miejsce        | 1,96  |
| 2022 | Mistrzostwa świata                                    | Eugene         | el. – 15. miejsce | 1,90  |
| 2022 | Mistrzostwa Europy                                    | Monachium      | 9. miejsce        | 1,86  |
| 2023 | Halowe mistrzostwa Europy                             | Stambuł        | 5. miejsce        | 1,94  |
| 2023 | Mistrzostwa świata                                    | Budapeszt      | el. – 17. miejsce | 1,89  |
| 2024 | Halowe mistrzostwa świata                             | Glasgow        | 9. miejsce        | 1,84  |
| 2024 | Mistrzostwa Europy                                    | Rzym           | el. – 23. miejsce | 1,85  |
| 2024 | Igrzyska olimpijskie                                  | Paryż          | el. –             | NM    |